# Revolutionsbryllup (film fra 1910)
|  | For den danske film med samme titel fra 1915, se Revolutionsbryllup (film fra 1915) |
Revolutionsbryllup er en dansk stum dramafilm fra 1910 produceret af Nordisk Filmskompagni. Det Danske Filminstitut angiver at Holger Rasmussen er filmens instruktør, hvorimod danskefilm.dk angiver Viggo Larsen som instruktøren.
Filmen er baseret på et skuespil af Sophus Michaëlis.

## Handling
Filmen foregår i 1793 under Den Franske Revolution og følger Alaine, der netop er blevet gift med Marquis Erneste de Tressailles. Deres lykke er kortvarig, da revolutionsstyrker angriber slottet og tvinger marquisen på flugt. Den loyale tjener Prosper forsøger at skjule sin herres royalistiske sympati, men bliver selv dømt til døden.
Marquisen bliver hurtigt fanget, og Alaine søger hjælp hos Colonel Marc-Arron, en tidligere royalist og beundrer af hende. Han lader marquisen flygte ved at bytte tøj med ham, men ofrer dermed sig selv. Da Alaine indser Marc-Arrons ægte kærlighed, begynder hun selv at føle for ham. Skæbnen vil, at marquisen bliver fanget igen, og revolutionslederne overvejer at henrette ham i stedet, men Marc-Arron insisterer på at bevare sin ære og går selv i døden som en sand helt.

## Medvirkende
- Agnes Thorberg Wieth, Aleine de l'Estoile
- Johannes Meyer, Erneste des Tressailles, markis, emigrant
- August Blom, Montaloup, konventskommisær
- Albrecht Schmidt, Marc-Arron, oberstløjtnant i revolutionshæren
- Gudrun Kjerulf, Leontine